# Joachim Schmettau

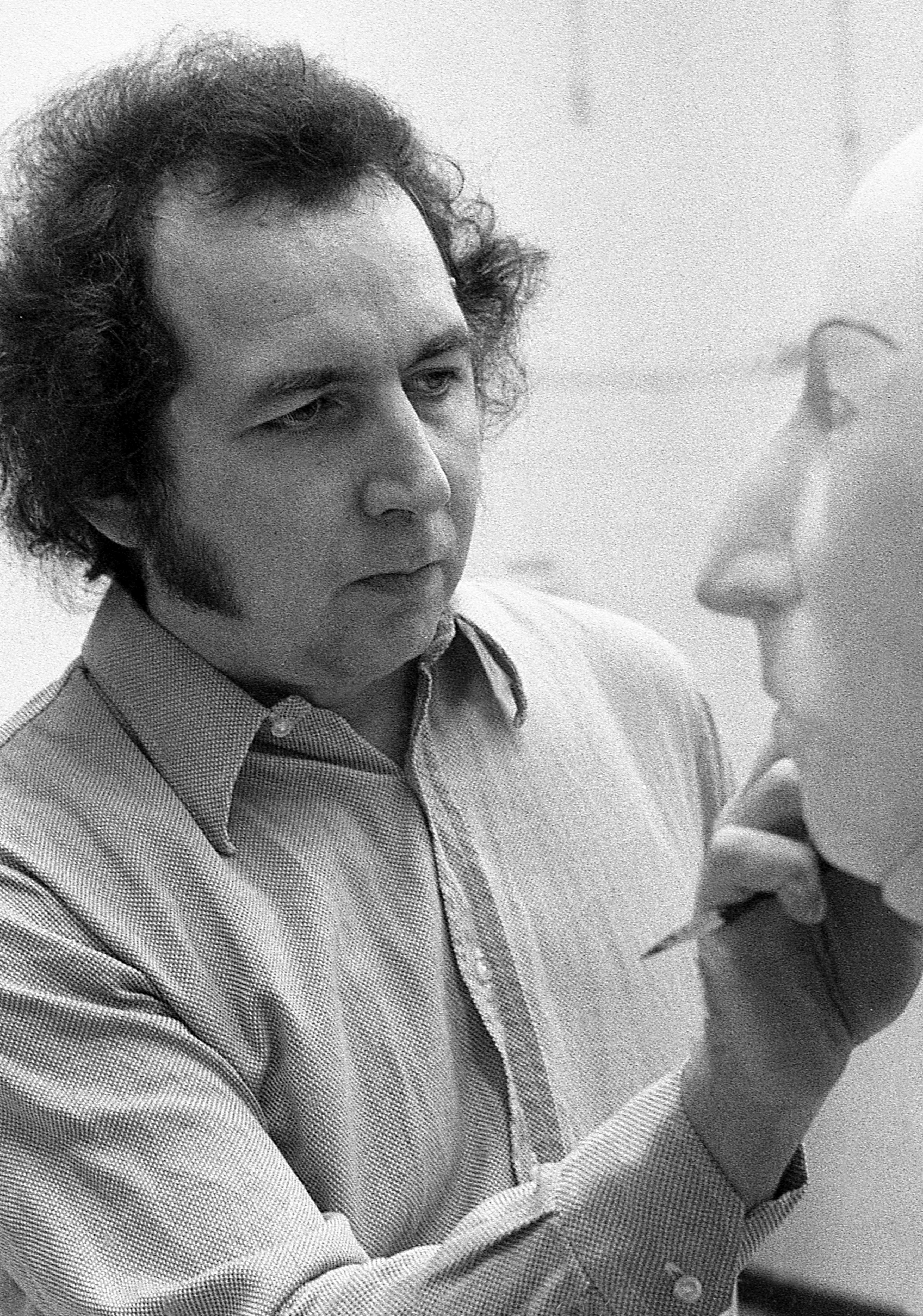
Joachim Schmettau, 1975

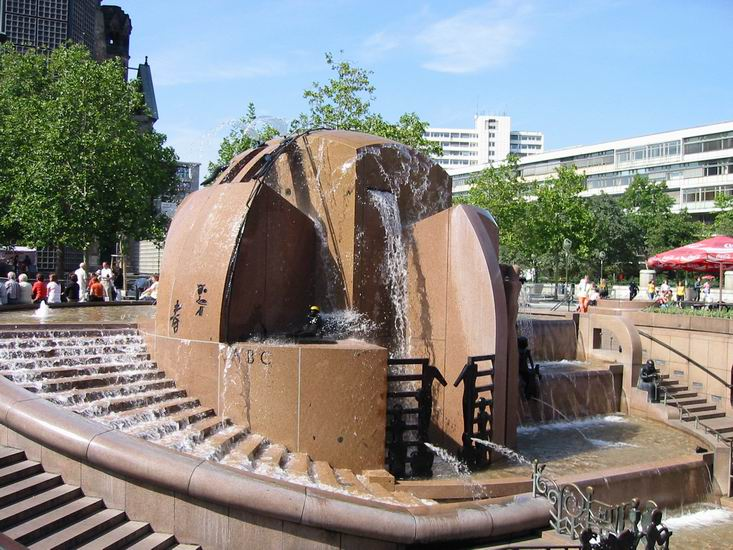
Erdkugelbrunnen (1984), Berlin-Charlottenburg, Breitscheidplatz

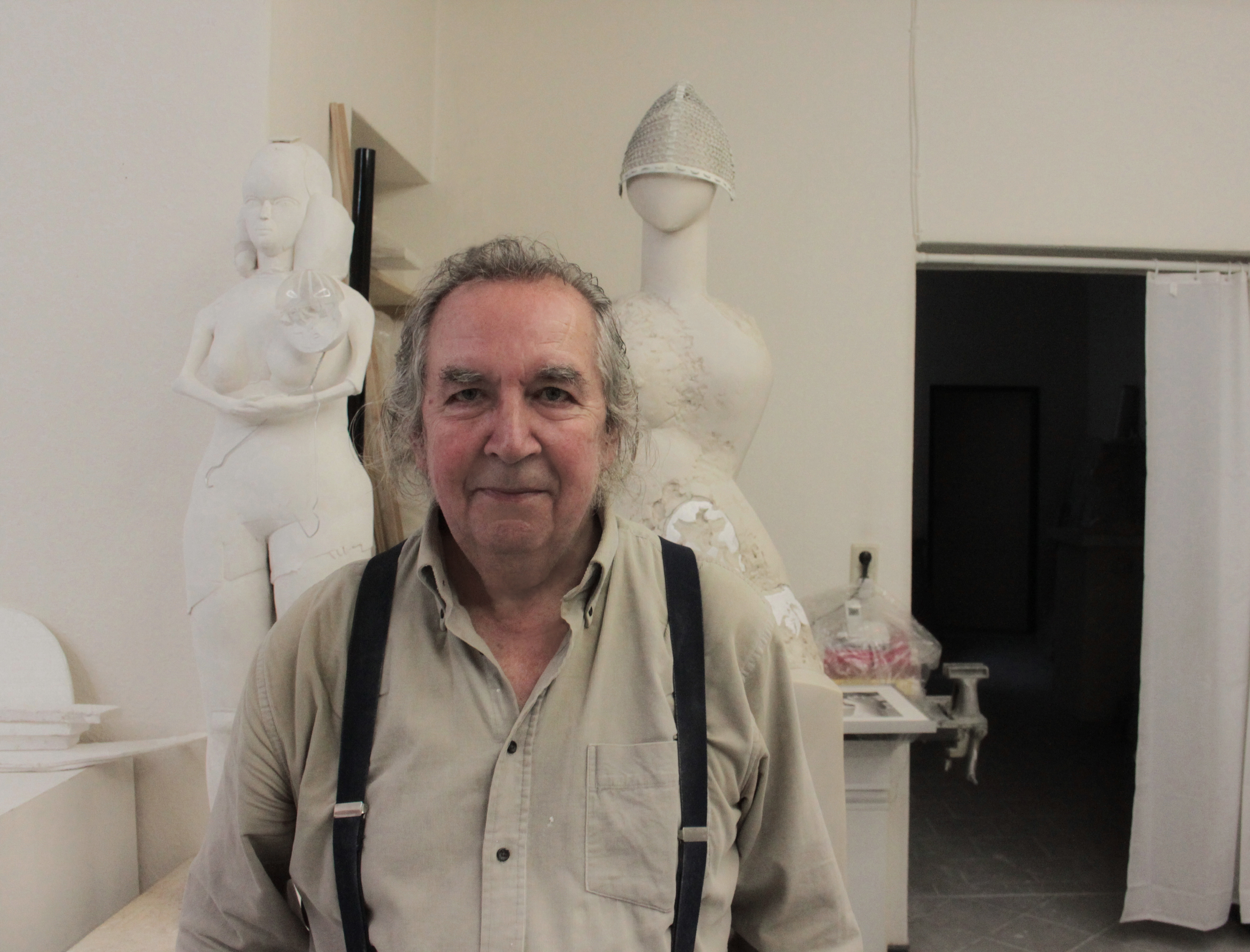
Joachim Schmettau, 2012

Joachim Schmettau (* 5. Februar 1937 in Bad Doberan) ist ein deutscher Bildhauer.

## Leben
Schmettau lebt seit 1945 in Berlin. Von 1956 bis 1960 erfolgte ein Studium an der damaligen Hochschule der Künste in Berlin mit dem Abschluss als Meisterschüler bei Professor Ludwig G. Schrieber in 1961. Zwischen 1964 und 1990 nahm Joachim Schmettau als Mitglied des Deutschen Künstlerbundes an insgesamt 18 großen DKB-Jahresausstellungen teil. Er war 1972 Gründungsmitglied der Gruppe Aspekt der Berliner Kritischen Realisten.
Von 1971 bis 2002 hatte Schmettau eine Professur an der heutigen Universität der Künste in Berlin.

## Auszeichnungen
- 1968 Villa-Romana-Preis, Florenz
- 1970/1971 Villa-Massimo-Preis, Rom
- 1971 Medaglia d’oro, premio del Fiorino, Florenz
- 1977 Kunstpreis Berlin
- 1980 Kunstpreis der Künstler, Düsseldorf

## Werk
Seine ersten Arbeiten sind in Sandstein sowie Gips und Stuck. In den 1960er Jahren begann er, verschiedene Materialien zu kombinieren (Bronze, Glas) und die Oberfläche extrem zu glätten. Figurative und geometrische Elemente wurden verbunden, so dass insgesamt das Werk zu einer intensiven Stilisierung getrieben erscheint.
Umfangreich ist auch das Werk für den öffentlichen Raum (Fassadenreliefs, Brunnen u. a.). Sein bekanntestes Werk ist der 1984 fertiggestellte „Erdkugelbrunnen“ auf dem Breitscheidplatz in Berlin-Charlottenburg, auch „Weltkugelbrunnen“ oder „Wasserklops“ genannt.

## Öffentliche Projekte (Auswahl)

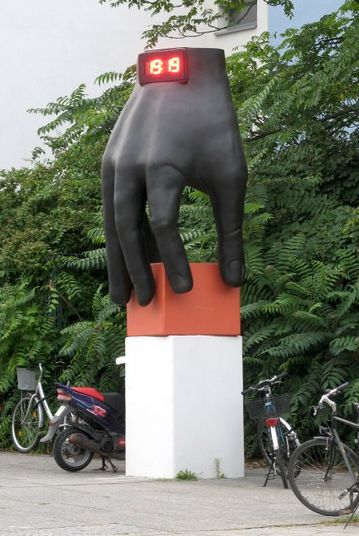
Hand mit Uhr (1975), Berlin-Hansaviertel, Altonaer Straße

- 1975 Bronzeskulptur Hand mit Uhr, Berlin-Hansaviertel
- 1978 Universitätsbibliothek Freiburg, Brückenplastiken
- 1982 Figurengruppe für den Deutschen Hof in Güglingen
- 1985 Tanzendes Paar, Berlin-Neukölln, Hermannplatz
- 1986 Musikbrunnen Düsseldorf (Stadtbrückchen vor dem Wilhelm-Marx-Haus)
- 1989 Europabrunnen (Dortmund), Brunnenanlage bestehend aus 2 Brunnen (Hellweg)
- 1996 Skulptur Frau, sich die Maske abnehmend vor der Kreissparkasse Heilbronn
- 1998 Brunnen Tanzende Figur, Waldplatz, Leipzig
- 2010 Musikant, Musikschule Löhne, Bronzefigur zur Tänzerin von Susanne Wehland

## Ausstellungen (Auswahl)

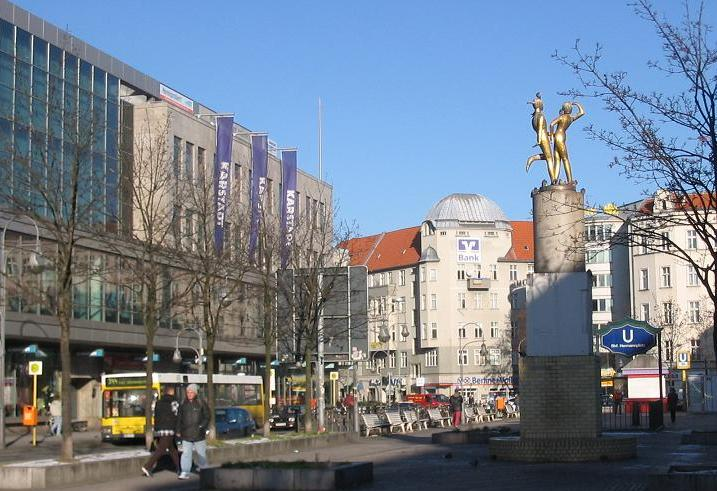
Tanzendes Paar (1985), Berlin-Neukölln, Hermannplatz

- 1970 Joachim Schmettau: Plastik und Zeichnungen, Kunsthalle Mannheim (mit Katalog)
- 1978 Joachim Schmettau. Plastiken, Zeichnungen, Studio Jaeschke, Bochum
- 1980/81 Joachim Schmettau – Skulpturen und Zeichnungen 1960–1980, Kunstverein Hannover; Städtische Museen Heilbronn, Deutschhof-Museum (mit Katalog)
- 1987 Joachim Schmettau, Neuer Berliner Kunstverein, Staatliche Kunsthalle Berlin (mit Katalog)
- 1993 Joachim Schmettau: Skulpturen, Bilder, Zeichnungen, Galerie Eva Poll, Berlin (mit Katalog)
- 2002/03 Neue Skulpturen, Galerie Poll, Berlin
- 2004 SOMMERLUST - KUNST-STÜCKE, Galerie Rothe, Frankfurt
- 2007 Joachim Schmettau – Skulpturen und Architekturmodelle, Galerie der Kunststiftung Poll, Berlin (mit Katalog: ISBN 978-3-931759-21-6)

## Ausstellungsbeteiligungen im In- und Ausland (Auswahl)
- 1963 XIII. Jahresausstellung, Neue Darmstädter Sezession
- 1964 13. Ausstellung des Deutschen Künstlerbundes, Akademie der Künste (Berlin), Hochschule für bildende Künste und Haus am Waldsee (ebenfalls in den Jahren 1966, 1967, 1968, 1969, 1970, 1973, 1974, 1976, 1978, 1979, 1981 und 1986)
- 1965 Große Berliner Kunstausstellung, Messehallen Berlin
- 1973 Prinzip Realismus, Akademie der Künste Berlin
- 1980 Große Kunstausstellung Düsseldorf, Kunstpalast Ehrenhof, Düsseldorf (ebenfalls in den Jahren 1981, 1983, 1984, und 1985)
- 1996 VIII. Biennale Internazionale di Scultura, Accademia di Belle Arti
- 2000 Auf den Punkt gebracht. Porzellane für Meissen – Max Adolf Pfeiffer zu Ehren, Grassi Museum für Angewandte Kunst, Leipzig
- 2005 Große Kunstausstellung NRW Düsseldorf
- 2008 L'Accademia Nazionale di San Luca per una collezione del disegno contemporaneo Accademia di San Luca
- 2010 Glückwunsch, Forum Kunst (1970–2010), Forum Kunst Rottweil

## Werke in öffentlichen Sammlungen
- Karl-Ernst-Osthaus-Museum, Hagen
- Kunstmuseum Bonn
- Neue Nationalgalerie, Berlin
- Staatliche Museen zu Berlin
- Wilhelm-Lehmbruck-Museum, Duisburg
- Galleria d'arte moderna e contemporanea (Bergamo)
- Bayerische Staatsgemäldesammlungen
- Berlinische Galerie – Landesmuseum für moderne Kunst, Berlin
- Kunsthalle Mannheim
- Museum Bochum – Kunstsammlung
- Niedersächsisches Landesmuseum für Kunst und Kulturgeschichte, Oldenburg
- Museum Beelden aan Zee, Den Haag-Scheveningen
- Museum Pfalzgalerie Kaiserslautern
- Bundeskunstsammlung, Sammlung zeitgenössischer Kunst der Bundesrepublik Deutschland
- Städtische Museen Heilbronn